# Tomislav Labudović
Tomislav Labudović (Zagreb, 25. listopada 1985.) je hrvatski nogometaš, trenutačno igra za njemački SV 1910 Neuhof.

## Karijera
S nogometnom karijerom Tomislav Labudović započeo je u NK Zagrebu. Tijekom 2001. godine standardni je igrač hrvatske nogometne reprezentacije U-17. Odigrao je tri utakmice kvalifikacija za Euro U-17 s rezultatima, protiv Albanije (5-2), Mađarske (1-1) i Azerbajdžana (2-0). U razdoblju od 2004. do 2009. godine pod vodstvom trenera Miroslava Blaževića te Mile Petkovića, afirmirao se kao mladi igrač velikog potencijala i talenta, te upisuje 125 nastupa za 1. HNL s 23 godine.
Sezone 2004./05. zabija 5 golova u 5 utakmica zaredom i zauzima status jednog od najboljih igrača 1. HNL, te postaje standardan igrač u "ekipi kola" 1. HNL. Tijekom 2005./06. godine nastupa za Reprezentaciju Hrvatske U-21 u kvalifikacijama za Euro U-21.
Na ljeto 2008. godine matični klub NK Zagreb odbija ponudu turskog MKE Ankaragücüa i izraelskog M.S. Ashdoda i nudi Labudoviću novi ugovor, koji on odbija potpisati, nakon čega je premješten na klupu, te na zimskoj polusezoni 2009. godine biva poslan na posudbu u NK Šibenik do isteka ugovora, gdje nastupa kao standardni igrač i upisuje 10 utakmica.
31. kolovoza 2009. zadnjeg dana prijelaznog roka Labudović dobiva slobodne papire u NK Zagrebu, te odlazi u NK Croatia Sesvete, gdje je odigrao 8 utakmica, te odlazi krajem iste godine zbog financijskog sloma kluba. 2010. godine priključuje se NK Interu iz Zaprešića, gdje je na visokoj razini odigrao 8 utakmica pod vodstvom trenera Ilije Lončarevića, te zauzima standardnu poziciju u "ekipi kola" i "igrač kola".
Na poziv trenera Mile Petkovića dolazi na ljeto 2010. godine u NK Slaven Belupo, kao zamjena igraču Elvisu Kokaloviću, čiji transfer propada, te se nije ostvario niti na zimskom prijelaznom roku, nakon čega Tomislav Labudović raskida ugovor s klubom. 2011. godine odlazi na Istok potražiti novu sreću u indonezijsku Super Ligu u klub NK Persiba Balikpapan. Godine 2013. potpisuje ugovor za NK Pomorac Kostrena. Sezone 2014./15 potpisuje novi ugovor za HNK Goricu.

## Vanjske poveznice
- Labudović novi ugovor 2011.  Arhivirana inačica izvorne stranice od 20. listopada 2013. (Wayback Machine)
- Labudović u Slaven Belupu
- Labudović za index.hr (2010.)
- Labudović u Šibeniku  Arhivirana inačica izvorne stranice od 15. listopada 2012. (Wayback Machine)
- Labudović za index.hr (2009.)
- Labudović intervju za Sportske novosti
- Intervju Tomislav Labudović (2009.)  Arhivirana inačica izvorne stranice od 20. listopada 2013. (Wayback Machine)